# 周俊辰
周俊辰（2000年3月23日—）是一名中国足球运动员，目前被中超球队上海申花外借至青島黃海。 

## 俱乐部生涯
周俊辰于2018年3月加入中国超级联赛球队上海申花青年隊，当时申花從根宝足球基地購買了U19球队。  他于2018年暑假晋升为一线队。  2018年7月18日，周在与天津泰达的联赛比赛中首次亮相，在第80分钟替補曹赟定出場，这使他成为在2000年以後出生的球員中第二位在中国超级联赛正式登場的球员（仅次于张奥凯在2016時的首秀）。  在替补上场一分钟后，他助攻上场丹巴·巴亞取得進球。  周在2018年9月8日代表中国U20参加GSB曼谷杯时违反了国家队纪律。从2018年9月17日起，他被禁止參加国家队比赛，且在2018年9月9日至2019年9月8日期間被禁止参加一切由中国足协組織的比赛。  2019年4月1日，中國足协宣佈缩减对周俊辰的处罚期限，将原来禁赛期限縮短至2019年4月11日止。